# Бидар
Бидар (англ. Bidar) — город в индийском штате Карнатака. Административный центр округа Бидар. Средняя высота над уровнем моря — 614 метров. По данным всеиндийской переписи 2001 года, в городе проживало 172 298 человек, из которых мужчины составляли 52 %, женщины — соответственно 48 %. Уровень грамотности взрослого населения составлял 69 % (при общеиндийском показателе 59,5 %). Уровень грамотности среди мужчин составлял 75 %, среди женщин — 62 %. 14 % населения было моложе 6 лет.

## История
Султан Бахмани захватил Бидар в 1347 году.
Около 1471 года город трижды посетил Афанасий Никитин, упомянувший его в своих путевых записках "Хожение за три моря".
После распада государства Бахманидов, в котором Бидар с 1429 года был столицей, город стал центром независимого Бидарского султаната (1527—1619), который после смерти последнего султана Амир Барид-шаха III был присоединён к Биджапурскому султанату. В 1656 году город вошёл в состав Империи Великих моголов.